# Allemagne aux Jeux européens de 2015
 (juin 2025).
L’Allemagne participe aux Jeux européens de 2015. Elle fait partie des 50 nations qui y sont engagées.